# Летенка
Летенка је локалитет на Фрушкој гори, (Град Сремска Митровица) у Војводини. Њен положај је повољан, јер је повезана Партизанским путем са околним средиштима општина и недалеко је од Црвеног чота, који је највиши врх планине. Познато је као важно излетиште на овој планини, налази на надморској висини од 456 метара, а окружена је нетакнутом природом, шумом, ливадама.
Објекти који се налазе у Омладинском насељу на Летенци саграђени су 1975. године. Почетком осамдесетих година комплекс је почео да функционише као школа у природи за смештај деце предшколског и школског узраста. За време ратова 90-тих година 20. века служило је као избеглички камп.
Данас је одмаралиште под руководством Покрајинског завода за спорт и медицину спорта владе Војводине, који је организовао рад летњих школа природе, пре свега за основце и за полазнике спортских кампова.